# Орловское (Одесская область)
Орловское (укр. Орлівське; до 2024 года — Ткаченко) — село, относится к Подольскому району Одесской области Украины.
Население по переписи 2001 года составляло 480 человек. Население по данным сайта postcode.in.ua 444 человека. Почтовый индекс — 67934. Телефонный код — 4861. Занимает площадь 1,2 км². Код КОАТУУ — 5123181704.

## Местный совет
67933, Одесская обл., Подольский р-н, с. Дубово